# Filip I. Francuski
Filip I. (fra. Philippe Ier) (23. svibnja 1052. ‒  29. srpnja 1108.) bio je kralj Francuske, sin Henrika I. Francuskog i Ane Kijevske. Iako je okrunjen za kralja u dobi od sedam godina, do 1066. je kao regentica vladala njegova majka.
Filipov prvi brak je bio s Bertom Holandskom.
Iako je u braku dobio potrebnog nasljednika, Filip se zaljubio u Bertradu, ženu grofa od Anjoua. Ostavio je Bertu i oženio se Bertradom 1092. Hugo od Diea ga je 1094. po prvi put izopćio; nakon duge šutnje papa Urban II. je godinu dana kasnije ponovio izopćenje na saboru u Clermontu. Kazna je nekoliko puta bila ukidana jer je Filip obećavao da će se razići s Bertradom, ali bi joj se ponovno vratio. Nakon 1104. izopćenje se nije ponavljalo. Kralju se u Francuskoj protivio Ivo Šartrski, poznati kanonski pravnik.
Velik dio Filipove vladavine je, kao i kod njegovog oca, prošao u gušenju pobuna vazala gladnih moći. Godine 1077. je sklopio mir s Vilimom Osvajačem, vojvodom Normandije, koji je odustao od osvajanje Bretanje. Filip je 1082. proširio svoje posjede pripojenjem Vexina, a 1100. je prezeo kontorlu nad Bourgesom.
Za Filipovog vremena je pokrenut i Prvi križarski rat, u kojem on isprva nije sudjelovao zbog sukoba s Urbanom II. Urban mu ionako ne bi dopustio sudjelovanje, jer je prije sazivanja križarskog pohoda potvrdio Filipovo izopćenje. Filipov je brat Hugo od Vermandoisa bio jedan od najznačajnijih sudionika.
Filip je umro u Melunu 29. srpnja 1108. i pokopan je u samostanu Saint-Benoît-sur-Loire – a ne u bazilici Saint-Denis, kao gotovo svi kraljevi iz dinastije Capet. Naslijedio ga je sin Luj VI.

## Djetinjstvo
Poslije smrti oca, Filip, dijete od 8 godina, proglašen je za novog kralja. U prvih nekoliko godina državnim poslovima u svojstvu regenta je upravljala njegova majka Ana. Ovoj mladoj ženi smrt supruga i poslovi upravljanja državom ipak nisu bili dovoljni da odustane od seksualnih zadovoljstava naočigled svih prisutnih na dvoru. Obična ljubavna afera koja se u to vrijeme krivo gledala, ali ipak prihvaćala od strane dvora udovici nije bilo dovoljna nego je nagovorila svog ljubavnika da se rastavi od supruge kako bi se ona udala za njega. Rezultat tih akcija je bila ekskomuniciranje novog bračnog para.

## Vladavina
Tijekom svoje duge vladavine Filip ponekad uspješno, a ponekad neuspješno ratuje protiv plemića. Njegov prvobitni vojno-politički uspjeh postaje prisiljavanje Vilima I. Osvajača da podjeli svoj teritorij čime je obnovljeno više ili manje nezavisno Normandsko vojvodstvo. Tijekom ratovanja protiv Vilima Filip je osvojio 1082. provinciju Vexin koja se tada dijeli na normanski i francuski dio. Kraljev posljednji uspjeh postaje pripajanje svojoj domeni područja grada Bourgesa 1100. godine. Bez obzira na sve probleme i neuspjehe koji pogađaju Filipa, njegova vladavina se u Francuskoj povijesti zbog ta dva osvajanja smatra početkom državnog oporavka nakon katastrofalnog stanja koje je naslijedio od oca.

## Neuspjesi
Njegov najopasniji neprijatelj na kraju nisu bili plemići, niti suparnička kraljevstva nego on sam. Ponavljajući greške svojih prethodnika Filip se 1092. zaljubljuje u jednu ženu zbog koje dotadašnju bračnu družicu i majku prijestolonasljednika izbacuje s dvora. Takvim potezom on potpuno opravdano zaslužuje ekskomunikaciju koja traje praktično do njegove smrti. O njegovom kraljevanju nakon te promjene suvremenici ispravno ili ne tvrde da je prestao biti kralj, a postao zaljubljenik bez ikakvih granica. Tijekom tih godina "ludosti" njegova državnička pažnja popušta tako da nije niti pokušao spriječiti ujedinjenje Normandskog vojvodstva i Engleske do kojeg dolazi 1105.

## Brakovi i djeca
- Berta Holandska
  - Konstanca Francuska, kneginja Antiohije
  - Luj VI. Debeli
  - Henrik
  - Karlo

- Bertrada Montfortska
  - Filip
  - Florus
  - Cecilija Francuska

Čini se da je Filip imao još jednog sina, Oda (Eudes), koji je možda bio sin Berte ili Bertrade, ali je moguće i da je bio dijete Filipove konkubine.

## Vanjske poveznice
|  | Zajednički poslužitelj ima još gradiva o temi Filip I. Francuski |

| Prethodnik:               | Kralj Francuske | Nasljednik:             |
| Henrik I. (1031. – 1060.) | Kralj Francuske | Luj VI. (1108. – 1137.) |